# Sycorax (lune)
Pour les articles homonymes, voir Sycorax.
Sycorax, également U XVII Sycorax, anciennement S/1997 U 2, est un satellite naturel d'Uranus, le plus gros des satellites irréguliers rétrogrades de cette planète.
Sycorax fut découvert le 6 septembre 1997 par Brett James Gladman, Philip D. Nicholson, Joseph A. Burns et John J. Kavelaars à l'aide du télescope Hale de 5 m du Mont Palomar en Californie. Officiellement confirmé Uranus XVII, il fut baptisé d'après Sycorax, la mère de Caliban dans la pièce La Tempête de William Shakespeare. En effet, par convention, on donne aux lunes d'Uranus les noms de personnages d'œuvres de William Shakespeare et d'Alexander Pope.
Sycorax est probablement composé d'un mélange de silicates et de glace et sa couleur rouge inhabituelle pourrait suggérer qu'il s'agit d'un corps capturé de la ceinture de Kuiper.

## Orbite

Sycorax est un des satellites naturels irréguliers de la planète Uranus.

Sycorax suit une orbite 20 fois plus longue que celle de la lune Obéron, déjà elle-même le satellite d'Uranus régulier le plus éloigné. Son orbite est rétrograde, modérément inclinée et excentrique. Les paramètres orbitaux suggèrent que Sycorax peut appartenir au même groupe dynamique que Setebos et Prospero, suggérant une origine commune.
Le schéma illustre les paramètres orbitaux des satellites irréguliers rétrogrades d'Uranus (en coordonnées polaires) avec l'excentricité des orbites représentées par les segments partant du péricentre à l'apocentre.

## Caractères physiques

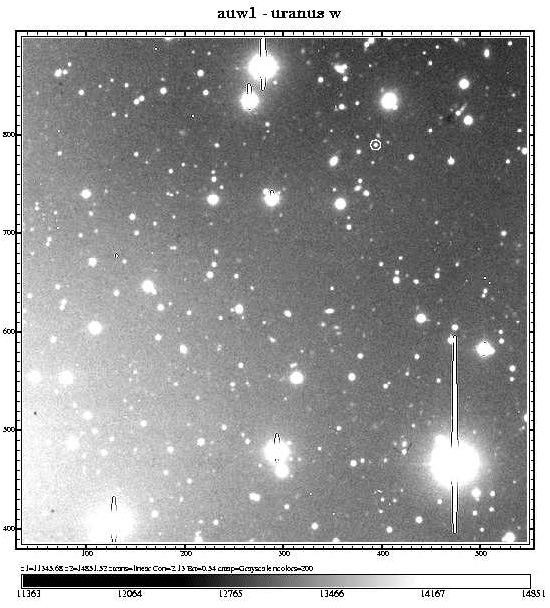
Première image de Sycorax par Philip Nicholson, Joseph Burns, Brett Gladman and J.J. Kavelaars (1997). Le satellite apparait en haut à droite dans un cercle. Uranus n'est pas sur l'image mais est à l'origine de la lumière venant d'en bas à gauche.

Le diamètre de Sycorax est estimé à 150 km (en supposant, à l'aide de l'albédo qui est de 0,04),, ce qui en fait le plus grand satellite irrégulier d'Uranus, de taille comparable à celle de Puck ou de Himalia, un des plus gros satellites irréguliers de Jupiter.
Le satellite apparaît de couleur rouge clair dans la lumière visible (indices de couleur : B-V = 0,87 V–R = 0,44 B–V = 0,78 ± 0,02 V–R = 0,62 ± 0,01 B–V = 0.839 ± 0.014 V–R = 0.531 ± 0.005 ) plus rouge que Himalia, mais moins rouge que la plupart des autres objets de la ceinture de Kuiper. Toutefois, dans le proche infrarouge, le spectre devient bleu entre 0,8 et 1,25 μm, devenant finalement neutre à grandes longueurs d'onde.
La période de rotation de Sycorax est estimée à environ 3,6 heures. La rotation provoque des variations périodiques du visible, avec une amplitude de 0,07.

## Origine
Sycorax est supposé être un objet capturé : il ne se serait pas formé dans le disque d'accrétion, qui existait autour d'Uranus juste après sa formation. Le mécanisme exact de capture n'est pas connu, mais la capture d'une lune nécessite la dissipation de l'énergie. Les procédés possibles de capture incluent : la traînée de gaz dans le disque protoplanétaire, les interactions à plusieurs corps et la capture lors de la croissance rapide de la masse d'Uranus (que l'on appelle « pull-down »),.